# اچ‌دی ۳۶۰۴۱
اچ‌دی ۳۶۰۴۱ یک ستاره است که در صورت فلکی ارابه‌ران قرار دارد.